# Séféto Nord
Séféto Nord è un comune rurale del Mali facente parte del circondario di Kita, nella regione di Kayes.
Il comune è composto da 6 nuclei abitati:
- Damina
- Guesseou
- Maréna
- Néguébougou
- Niagané (centro principale)
- Sitakoto